# 川上直子 (アナウンサー)
川上 直子（かわかみ なおこ、12月19日 - ）は、エフエム群馬のラジオパーソナリティ。大阪府出身。

## 主な担当番組
- Site9-11
- 群響アワー
- 教えて！漢方